# グローリー (コモンとジョン・レジェンドの曲)
「グローリー」（"Glory"）は、アメリカ合衆国のラッパーのコモンと歌手のジョン・レジェンドによる楽曲である。ジョン・レジェンド、コモン、ライムフェストによって書かれた。2014年12月11日にコロムビア・レコードによって発売されたこの曲は1965年の血の日曜日事件を描いた同年の映画『グローリー/明日への行進』の主題歌である。またコモンは同映画で公民権運動のリーダーであるジェームス・ベベルを演じている。
アメリカ合衆国の『Billboard』Hot 100では最高で49位に達した。ミュージックビデオはパラマウント映画が監修し、2015年1月12日に公開された。曲は第87回アカデミー賞歌曲賞、第72回ゴールデングローブ賞主題歌賞、第58回グラミー賞ビジュアルメディア音楽賞を獲得した。

## 受賞
| 年   | 団体                                 | 賞                                | 結果       |
| ---- | ------------------------------------ | --------------------------------- | ---------- |
| 2014 | アフリカン・アメリカン映画批評家協会 | 音楽賞                            | 受賞       |
| 2014 | デンバー映画批評家協会               | オリジナル歌曲賞                  | ノミネート |
| 2015 | アカデミー賞                         | 歌曲賞                            | 受賞       |
| 2015 | BET賞                                | コラボレーション賞                | 受賞       |
| 2015 | BET賞                                | ビデオ賞                          | ノミネート |
| 2015 | ブラック・リール賞                   | オリジナル歌曲賞                  | 受賞       |
| 2015 | クリティクス・チョイス・アワード     | 歌曲賞                            | 受賞       |
| 2015 | ジョージア映画批評家協会             | オリジナル歌曲賞                  | 受賞       |
| 2015 | ゴールデングローブ賞                 | 主題歌賞                          | 受賞       |
| 2015 | ヒューストン映画批評家協会           | オリジナル歌曲賞                  | ノミネート |
| 2015 | アイオワ映画協会                     | 歌曲賞                            | 次点       |
| 2016 | グラミー賞                           | ビジュアルメディア歌曲賞          | 受賞       |
| 2016 | グラミー賞                           | ラップ曲賞                        | ノミネート |
| 2016 | グラミー賞                           | ラップ/サング・コラボレーション賞 | ノミネート |

## ミュージックビデオ

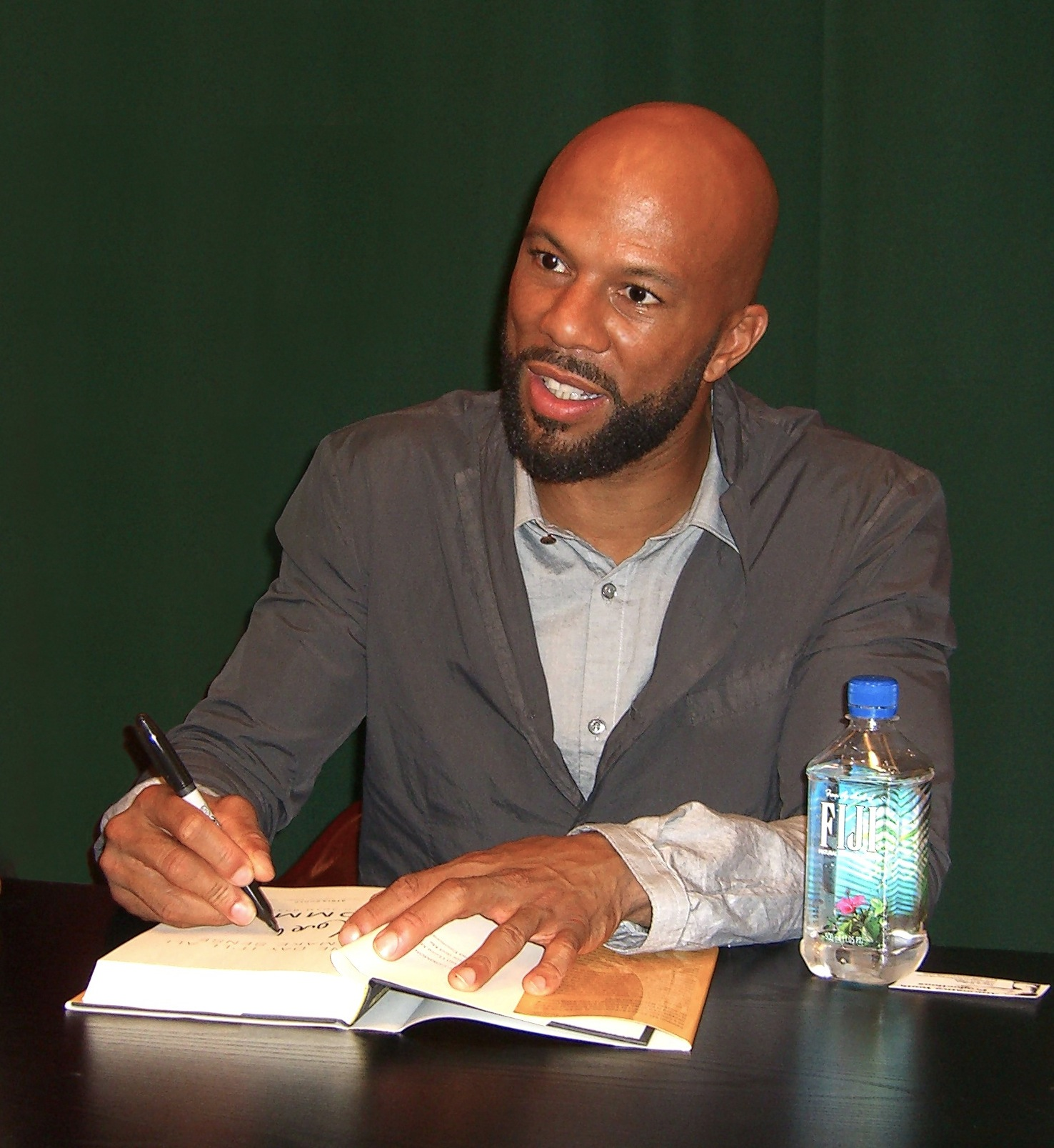
『グローリー/明日への行進』に出演し、「グローリー」も歌ったコモン。

ミュージックビデオはパラマウント映画が監修し、2015年1月12日にコモンの公式VEVOアカウントで公開された。

## ライブパフォーマンス
2015年1月5日にアメリカの朝のテレビ番組『グッド・モーニング・アメリカ』にコモンとレジェンドが出演して歌った。
2015年2月8日、カリフォルニア州ロサンゼルスのステイプルズ・センターで開かれた第57回グラミー賞の授賞式で2人はこの曲を演奏した。
2015年2月22日、第87回アカデミー賞授賞式でコモンとレジェンドはセルマのエドマンド・ペタス橋のセットで「グローリー」を歌った。楽曲はアカデミー歌曲賞を獲得した。
2015年10月、コモンはカリフォルニア州コンプトンの学生合唱団の前にサプライズ登場し、「グローリー」を歌った。このプロモーションはオンライン・オークションや商品販売を通して事前資金を調達する私設インターネット会社Omazeにより運営された。

## 商業的実績
「グローリー」は『Billboard』Hot 100で初登場92位、最高で49位に達した。

## トラックリスト
デジタル・ダウンロード
1. "Glory" – 4:32

## チャート入り
| チャート (2015年)                    | 最高 順位 |
| ------------------------------------ | --------- |
| オーストラリア (ARIA)                | 62        |
| オーストリア (Ö3 Austria Top 40)     | 47        |
| ベルギー (Ultratip Flanders)         | 74        |
| ベルギー (Ultratip Wallonia)         | 40        |
| フランス (SNEP)                      | 65        |
| アイルランド (IRMA)                  | 39        |
| スペイン (PROMUSICAE)                | 25        |
| スイス (Schweizer Hitparade)         | 38        |
| UK シングルス (OCC)                  | 62        |
| US Billboard Hot 100                 | 49        |
| US Hot R&B/Hip-Hop Songs (Billboard) | 18        |
| US Hot Rap Songs (Billboard)         | 11        |

## 公開史
| 国             | 公開日         | フォーマット           | レーベル                                        | 参照   |
| -------------- | -------------- | ---------------------- | ----------------------------------------------- | ------ |
| アメリカ合衆国 | 2014年12月11日 | デジタル・ダウンロード | アルティム （ 英語版 ） デフ・ジャム コロムビア | [ 15 ] |
| イギリス       | 2014年12月11日 | デジタル・ダウンロード | アルティム （ 英語版 ） デフ・ジャム コロムビア | [ 28 ] |